# SIG-556

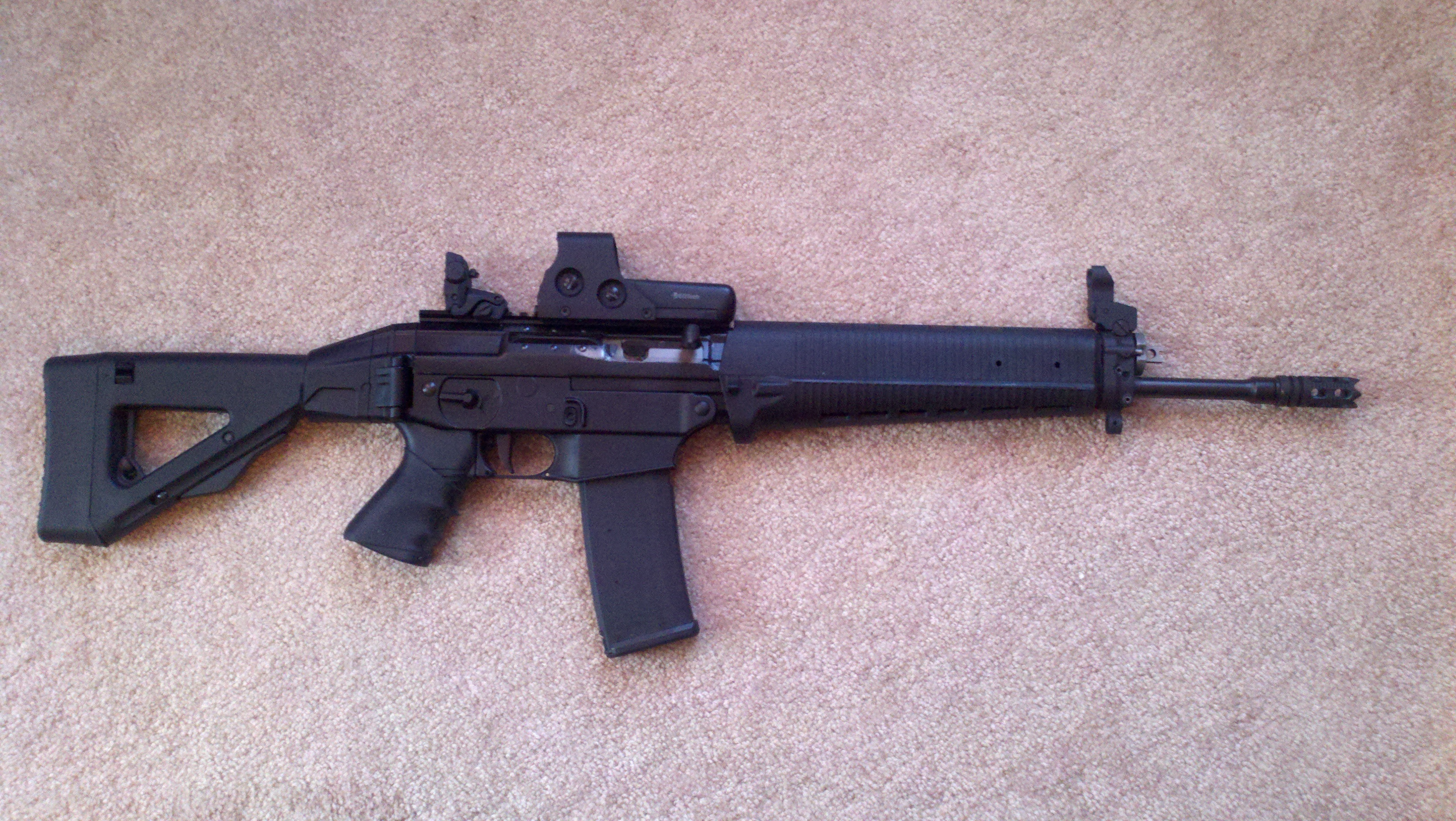
Un fusil SIG556 Classic équipé d'un viseur holographique type EOTech 512 et d'un magasin aux normes STANAG.

Le SIG-556 est un fusil d'assaut développé en 2006 par SIG SAUER, Inc. dans leur siège d'Exeter, New Hampshire. C'est une version du SIG-550 ou Fass 90 destinée à remplacer le M4/M16 dans l'US Army et produit uniquement en version semi-automatique pour se plier au marché américain et international.

## Description
Il ressemble peu au SIG-550 sauf que le garde-main, la crosse, la poignée de pistolet sont modifiés ainsi que l'organe de visée.
Le SIG-556 est destiné au marché civil américain, il est aussi un concurrent pour la nouvelle carabine de l'US Army.
Il utilise tout comme le SIG-550 les munitions 5,6 mm Suisse et le 5,56 × 45 mm OTAN.

## Variantes
En plus du 556, Swiss Arms propose un 556 R (pour Russian : russe) en calibre 7,62 mm M43, mais surtout un 556 DMR muni d'un canon de 53,3 cm destiné aux snipers des SWAT Teams.

## Données numériques du 556 Classic
- Munition :	 .223 Remington (5,56x45 mm OTAN)
- Masse du fusil vide : 	 3,54 kg
- Longueur totale (crosse déployée entièrement) : 	 94 cm
- Longueur du canon :	 40,6 cm
- Magasin :	 30 coups